# Козловка (Майнский район)
Козловка — село в Майнском районе Ульяновской области России. Входит в состав Тагайского сельского поселения.

## География
Село находится в центральной части Ульяновской области, в зоне хвойно-широколиственных лесов, в пределах Приволжской возвышенности, на расстоянии примерно 19 километров (по прямой) к северо-востоку от Майны, административного центра района. Абсолютная высота — 152 метра над уровнем моря.
Климат
Климат характеризуется как умеренно континентальный, с тёплым летом и умеренно холодной зимой. Среднегодовая температура воздуха — 4 — 4,2 °С. Средняя температура воздуха самого тёплого месяца (июля) — 19,5 °C ; самого холодного (января) — −11,8 °C. Среднегодовое количество атмосферных осадков составляет 310—460 мм, из которых большая часть (242—313 мм) выпадает в тёплый период.
Часовой пояс
Село Козловка, как и вся Ульяновская область, находится в часовой зоне МСК+1. Смещение применяемого времени относительно UTC составляет +4:00.

## История
Время основания и происхождение названия села неизвестно.
В 1780 году, при создании Симбирского наместничества, деревня Козловка, при Гремячевом ключе, помещиковых крестьян, вошла в состав Тагайского уезда. С 1796 года — в Симбирском уезде Симбирской губернии.
В 1793 году при генеральном межевании Козловка числилась в даче села Опалихи и принадлежала надворному советнику Ивану Гавриловичу Дмитриеву, отец литератора, сенатора, член Государственного совета, министр юстиции Дмитриева Ивана Ивановича.
В 1859 году деревня Козловка во 2-м стане, на Московском почтовом тракте из г. Симбирска, имелся поташный завод.
В 1899 году был построен каменный приписной Храм, престол в нём — в честь Покрова Пресвятые Богородицы. С 1898 года существовала церковно-приходская школа.
В 1903 году в Козловке было 86 дворов с населением 615 жителей. В 1913 году в Козловке насчитывалось уже 118 дворов, 711 жителей, каменная Покровская церковь, церковно-приходская школа. При селе находились хутор с мельницей и поташным заводом В. Я. Кузьмина, хутор с мельницей К. Н. Салькова и хутор А. П. Желудовского. В 1996 году в селе проживало 5 человек, русские.
В советский период действовал колхоз «Родина».

## Население
| 2010 |
| ---- |
| 3    |

## Достопримечательность
- Церковь Покрова Пресвятой Богородицы[10][11][12][13][14][15][16][17][18][6][19][20][21].
- Родник, святой источник Покрова Пресвятой Богородицы[22].